# 枣庄科技职业学院
枣庄科技职业学院始建于2004年9月，位于山东省滕州市龙山路，是滕州的第一所高等院校。
学院以理工和医学类专业为主，兼顾文，农，经类专业，培养高等应用型技术人才。